# 天恵製菓
天恵製菓株式会社（てんけいせいかかぶしきがいしゃ、英: TENKEI SEIKA CO., LTD.）は流通半生菓子を扱う日本の製菓メーカー。本社所在地は長野県下伊那郡豊丘村神稲。

## 概要
一口サイズのどら焼「天恵どら焼」、最中などの和菓子、和洋折衷菓子、ブッセ、チョコ入りマシュマロ「ふんわかチョコタン」を代表とするマシュマロなどの洋菓子を製造。オリジナル商品の他にコンビニエンスストアやスーパーのプライベートブランドも手掛ける。日本国内のスーパーや小売店のほか、アジア諸国、欧米にも出荷している。会社案内には、阿智村出身の童画家、熊谷元一が同社のために描いた絵が使われている。
社是は「愛」。企業理念は、「お客様のニーズに対応し、広く社会から信頼され、永遠に発展する企業と社員の豊な生活を目指して日々前進」である。

## 主な商品
天恵どら焼
創業者・片桐裕（かたぎり　ひろし）が1966年（昭和41年）に開発・発売したロングセラー商品。一口サイズのどら焼きで、耳を閉じていないのが特徴。会社設立当初、高田馬場にあった新日本機械工業株式会社（現　MASDAC）を訪れ、「直径４糎位のベビーどら焼きが作りたい」と創業者、増田文彦氏に訴えて完成した。年間1億1200万個販売する（2020年時）。  2017年、同ラインで製造されているホットケーキアソートのパッケージ裏面の品名が「どら焼」になっていたことから、Twitterで謝罪した。尚、現在、同製品の品名は「焼菓子」に変更されている。
力士餅最中
1977年1月に発売された軍配をデザインした種菓子に粒あんとぎゅうひ餅を詰めた最中。2003年第24回くまもと全国菓子大博覧会 技術優秀賞受賞。使用しているあんの製造方法は実用特許を取得している。
ふんわかチョコタン
1986年年3月に発売されたマシュマロでチョコを包んだお菓子。1993年の第32回モンドセレクション金賞受賞。2016年リオデジャネイロオリンピック女子柔道で銀メダルを獲得した松本薫選手が、試合後に食べたいものとして挙げたチョコマシュマロである。豊丘村出身の松尾レミ(Vo & Gt)と飯田市出身の亀本寛貴(Gt)のロックユニットGLIM SPANKYの依頼で作成された「オリジナルGLIM SPANKYチョコタン」 が、2018年の武道館公演の際にバスツアー客、招待客にプレゼントされた。彼らの楽曲「白昼夢」は工場のお菓子の香りの記憶から作曲された。2021年のツアーでは松本公演、新木場公演でオフィシャルグッズとして採用された。

## 沿革
- 1923年（大正12年）2月 - 片桐牛太郎、片桐忠一が、長野県下伊那郡神稲伴野にて、「田島屋菓子舗」を創業[17]。
- 1943年（昭和18年）4月 - 戦時統制により菓子製造を中断[17]。
- 1946年（昭和21年）代用菓子の製造（芋飴等）を再開する[17]。
- 1949年（昭和24年）統制解除により生菓子の製造を再開[17]。
- 1952年（昭和27年）半生菓子の製造卸（小売店卸）に着手し、生菓子から撤退する[18]。
  - 9月 - 田島屋菓子有限会社に改組[18]。
- 1953年（昭和28年）5月 - 諏訪支店を開設、下伊那郡外小売店卸を開始[19]。
- 1954年（昭和29年）1月 - 支店を辰野に移設[18]。
- 1956年（昭和31年）小売店舗を閉店、製造卸専門となる。長野県外卸問屋との取引開始[18]。
- 1959年（昭和34年）6月 - 田島屋製菓株式会社に改組。資本金350万円。代表取締役　片桐忠一[18]。
  - 7月 - 新工場を長野県下伊那郡高森町下市田に建設[18]。
- 1960年（昭和35年）12月 - 専務　片桐盛孝　脳腫瘍により急逝[18]。
- 1961年（昭和36年）6月 - 工場閉鎖。田島屋製菓倒産[18]。
- 1962年（昭和37年）1月 - 片桐いその個人名義で菓子作り再開[20]。
- 1964年（昭和39年）最中充填機を導入、最中の量産に着手[20]。
- 1966年（昭和41年）7月 - 天恵製菓株式会社設立　資本金300万円。代表取締役　片桐裕[21]。
  - 天恵どら焼　発売。
- 1969年（昭和44年）12月 - 資本金を800万円に増資。
- 1970年（昭和45年）5月 - 第一工場完成。
- 1972年（昭和47年）6月 - 飯田市座光寺に座光寺営業所開設。
- 1977年（昭和52年）1月 - 力士餅最中発売。
  - 2月 - 天恵どら焼　通産大臣賞・名誉副総裁賞受賞。
  - 3月 - 天恵菊最中技術最優秀賞受賞。
- 1981年（昭和56年）6月 - 力士餅最中販促用デザインディスプレイ"りきちゃん"作成[22]。
- 1985年（昭和60年）3月 - ふんわかチョコタン（チョコマシュマロ）発売[23]。
  - 8月 - 夢づつみ（現在の二色あんづつみの原型）発売。
  - 8月 - 和風らんす万頭（現在の二色あんパイの原型）発売。
- 1986年（昭和61年）7月 - 第二工場（現在の本社工場）完成[20][24]。
- 1988年（昭和63年）8月 - 資本金を3,200万円に増資[19]。
- 1989年（平成元年）８月 - 和風ふらんす万頭、第21回全国菓子大博覧会　総裁賞受賞[25]。
  - 11月 - 通産大臣賞受賞[26]。
- 1993年（平成5年）6月 -  ふんわかチョコタン、モンドセレクション金賞受賞[8][27][28][29]。
- 1994年（平成6年）7月 - 市田柿ムース、伴野原掘器（とものはらクッキー）発売[30]。
- 1999年（平成11年）10月 - 第三工場完成[20]。
  - 本社工場、厚生大臣賞受賞[20]。
- 2007年（平成19年）6月 - ISO 22000-2005認証取得。[31]
- 2008年（平成20年）3月 - 第四工場完成[20]。
  - 6月 - ふんわかチョコタン、モンドセレクション金賞受賞。
- 2009年（平成21年）5月 - 片桐義宣社長就任[32]。
- 2010年（平成22年）11月 - ニッポン全国物産展第一回「おやつランキング」にて「市田柿ムース」が4位入賞[33][34][35]
- 2014年（平成26年）6月 - ふんわかチョコタン、モンドセレクション金賞受賞[36]。
- 2016年（平成27年）5月 - しあわせ信州移動知事室で阿部守一長野県知事が訪問[37]。
- 2017年（平成29年）3月 - 第五工場完成[38][39][40][41]。
- 2019年（令和元年）6月 - ふんわかチョコタン、モンドセレクション金賞受賞[42]。
- 2021年（令和3年）５月 - 第一工場解体[43]。

## 拠点
本社
長野県下伊那郡豊丘村神稲6855
支店
管理センター　長野県飯田市座光寺宮の前3759-1

### 関連会社
株式会社恵泉
- 本社（※所在地は管理センターと同じ）